# جاكوب أرمينيوس

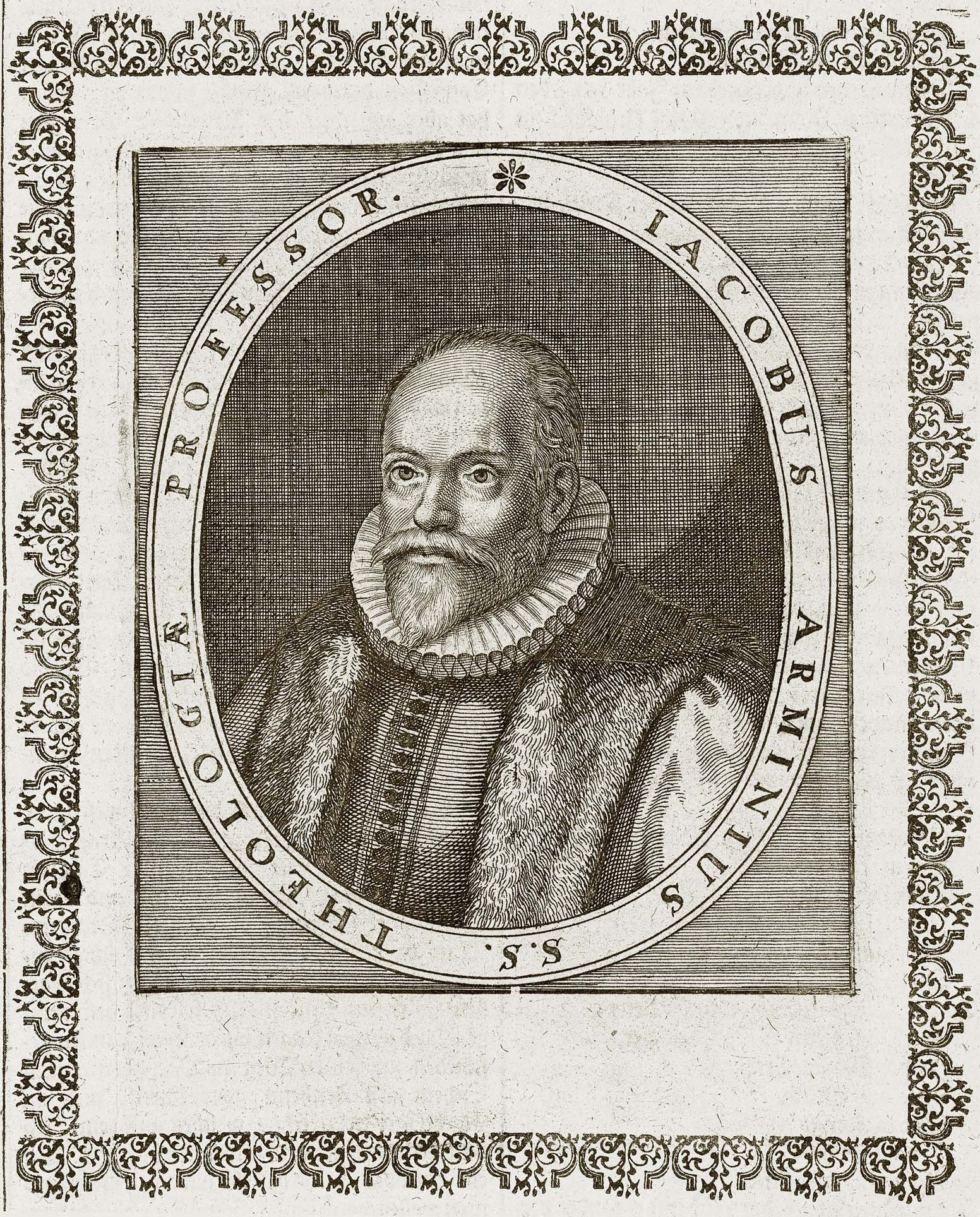
يعقوب أرمينيوس

يعقوب أرمينيوس (10 أكتوبر 1560 - 19 أكتوبر 1609) هو الاسم اللاتيني لعالم اللاهوت الهولندي يعقوب هارمنزون من عصر الإصلاح البروتستانتي (والمعروف أيضاً بالإنجليزي بيعقوب أرمنيوس أو جيمز أرمنيوس)، عمل منذ 1603 كمعلم للاهوت في جامعة لايدن. وقد كتب الكثير من الكتب والأطروحات عن اللاهوت. وأصبحت آراؤه أساس المحتجين الهولنديين (الريمونسترانتس).
بعد وفاته ظهرت آراؤه في صدارة المعارضة ضد نقاط الكالفينية الخمس، غير أنه كان يعترض شخصياً على ثلاثة نقاط منها فقط: الاختيار غير المشروط، والتكفير المحدود، والنعمة غير القابلة للمقاومة، كما شك في إحداها، وهي ثبوت القديسين. ولكن رأيه المشترك مع الكالفينية، وهو الفساد التام، كان صيغة معدلة عن صيغة الكالفينيين.

## حياة
أصبح أرمينيوس، ولذي ولد في أودواتر، أوترخت، يتيماً عندما كان في سن القصور، فتوفي أبوه هرمان، ما ترك زوجته أرملة بأولادها الصغار. فتبناه قسيس كان اسمه ثيودورس أيمليوس وأرسله إلى المدرسة في أوترخت. وقتلت أمه أثناء المذبحة الإسبانية في أودواتر في 1575. وفي تلك ألسنة تقريباً، مكن لطف الأصدقاء أرمينيوس من دراسة اللاهوت في جامعة ليدن.
بقى أرمينيوس في ليدن من 1576 إلى 1582. وتضمن اساتذته لامبرتس دنايوس، ويوهانس درسيس، وغيوم فوغريس، ويوهان كولمان. وكان كولمان يعتقد أن الكالفينية التقليدية تجعل من الله طاغية وجلاداً. وتحت تأثير هؤلاء الرجال، درس أرمينيوس بنجاح، وتم زرع بذور ما كان سيتطور إلى مذهب لاهوتي منافس للاهوت المصلح السائد من جون كالفن. وبدأ أرمينيوس يدرس تحت ثيودور بيزا في جنيف في 1582. ورد على دعوة منصب راع في أمستردام وتمت رسامته في 1588. وأحرز سمعة معلم جيد وراع مخلص. وفي 1590 تزوج من ليزبيت رييل

## لاهوت
في البداية اتفق آرمينيوس مع الكالفينيين في ما يتعلق بقناعاتهم حول القضاء والقدر، لكنه عاد وخالفهم في ذلك لاحقا ً من منطلق أن معتقداتهم حول القضاء والقدر تنفي وجود أي دورللإرادة البشرية الحرة في الحصول على الخلاص، فضلا ً عن كونها تتعارض مع الرحمة الإلهية، على حد قول آرمينيوس.
وفي المحصلة، يمكن القول إن أرمينيوس أصبح الأشهر كمؤسس المذهب المضاد للكالفينية في اللاهوت البروتستانتي، وهو المذهب الذي يُعرف بالأرمينيوسية أو الأرمينية (لا علاقة لها بدولة أرمينيا) Arminianism، والتي تعارض بعض عقائد الكالفينية. كان أول أتباع أرمينيوس الهولنديين معروفين بالريمونسترانت (المحتجين) بعدما اصدروا وثيقة احتوت على خمس نقاط خلاف عن الكالفينية التقليدية، تحت عنوان ريمونسترانتيا (1610). ففي محاولته الدفاع عن الكالفينية ضد انتقادات ديرك فولكرتذون كورنهرت، من المزعوم أن أرمينيوس بدأ يشك في آرائه فعدل بعض معتقداته. وأصبح أستاذ اللاهوت في ليدن في 1603 وبقى هناك لباقي حياته.
لم يتطور لاهوت أرمينيوس بشكل تام في حياته، ولكن بعد وفاته (1609)، نظمت مواد الريمونسترانت الخمس (1610) اراءه بشكل رسمي. ولكن مؤتمر سينود دورت (1618-1619)، والذي انعقد لهدف إدانة اللاهوت الأرميني، ألعنه وأتباعه، ورسم نقاط الكالفينية الخمس، وطرد الرعاة الأرمينيين من هولندا.
وأصدر نشار في ليدن (1629) وفرانكفورت (1631 و1635) مكتوبات أرمينيوس باللاتينية.
اعتنق جون ويسلي (1703-1791)٬ ولذي كان مؤسس الميثودية، اللاهوت الأرميني وأصبح أبرز المدافعين عنه. واليوم، أغلبية الميثوديين يظلون ملتزمين باللاهوت الأرميني، كما أصبحت الأرمينية من أبرز الأنظمة اللاهوتية في الولايات المتحدة، بفضل نفوذ جون ويسلي وأخيه تشارلز.

## روابط خارجية
- جاكوب أرمينيوس على موقع الموسوعة البريطانية (الإنجليزية)